# كلوستريديوم بيوتيل وأسيتون السكر
كلوستريديوم ساكاروبيربيوتيلاسيتونيكام أو كلوستريديوم بيوتيل وأسيتون السكر أو كلوستريديوم فائق بيوتانول وأسيتون السكر هي بكتيريا منتجة للإندول وبشكل ملحوظ للبيوتانول بنمط سلالة N1-4 (HMT) (= ATCC 27021T). وقد تم تحديد تسلسل جينومها.

## قراءة إضافية
- Al-Shorgani، Najeeb Kaid Nasser؛ Tibin، El-Mubarak؛ Ali، Ehsan؛ Hamid، Aidil Abdul؛ Yusoff، Wan Mohtar Wan؛ Kalil، Mohd Sahaid (2013). "Biohydrogen production from agroindustrial wastes via Clostridium saccharoperbutylacetonicum N1-4 (ATCC 13564)". Clean Technologies and Environmental Policy. ج. 16 ع. 1: 11–21. DOI:10.1007/s10098-013-0586-6. ISSN:1618-954X.

## روابط خارجية
- (بالfr+en) مرجع موسوعة الحياة (EOL) : كلوستريديوم بيوتيل وأسيتون السكر
- LPSN
- Type strain of Clostridium saccharoperbutylacetonicum at BacDive - the Bacterial Diversity Metadatabase